# Nemesmedves
Nemesmedves (Duits: Ginisdorf) is een plaats (község) en gemeente in het Hongaarse comitaat Vas. Nemesmedves telt 20 inwoners (2001).